# Bignan
Bignan is een plaats en gemeente in het Franse departement Morbihan (regio Bretagne). De plaats maakt deel uit van het arrondissement Pontivy. Bignan telde op 1 januari 2022 2.750 inwoners. 
Het is vooral bekend vanwege het Château de Kerguéhennec.

## Geografie
De oppervlakte van Bignan bedroeg op 1 januari 2022 45,84 vierkante kilometer; de bevolkingsdichtheid was toen 60 inwoners per km².

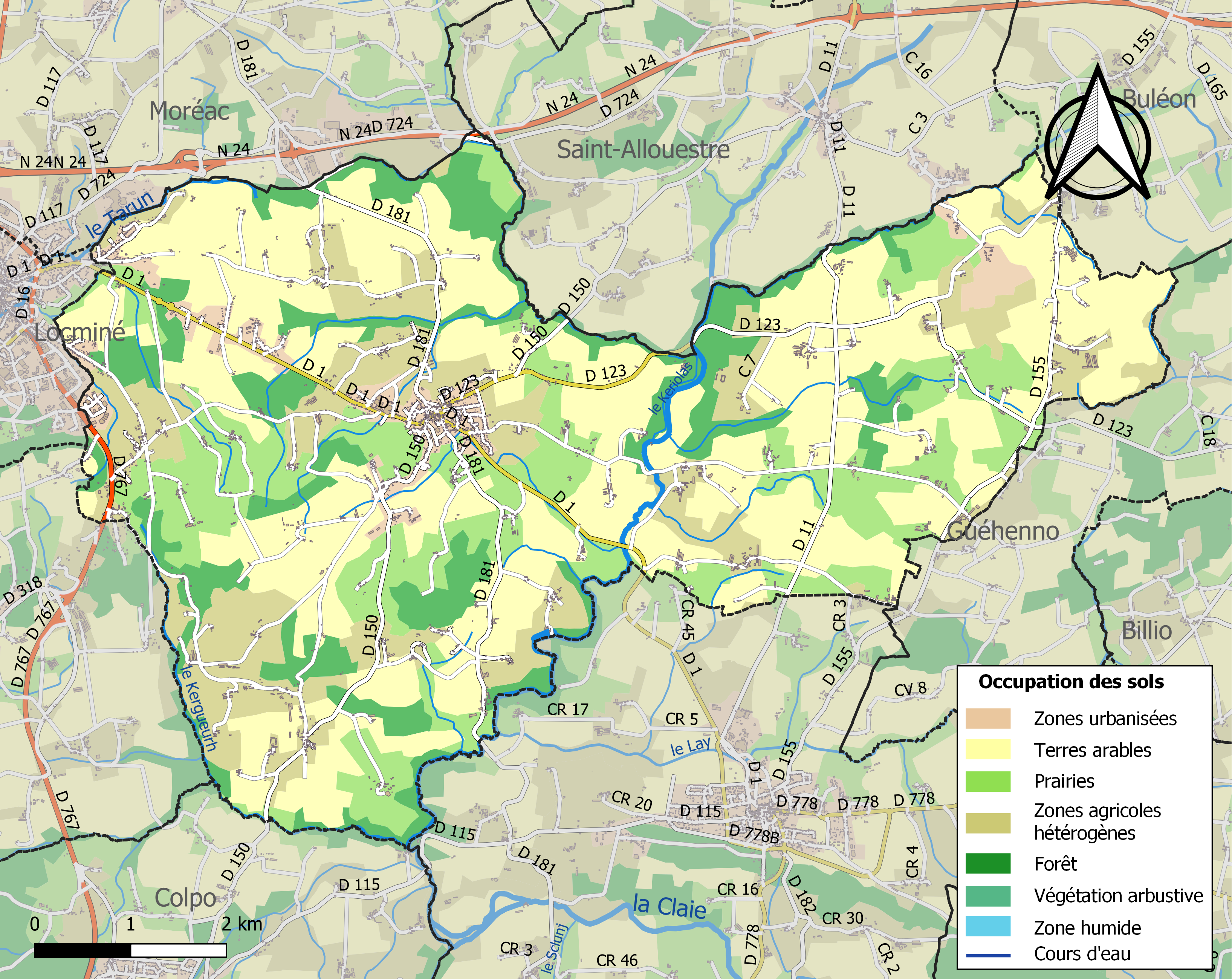
Kaart van de gemeente met de belangrijkste infrastructuur, bodemgebruik en omliggende gemeenten

## Demografie
Onderstaande figuur toont het verloop van het inwonertal, bron: INSEE-tellingen. 

## Afbeeldingen

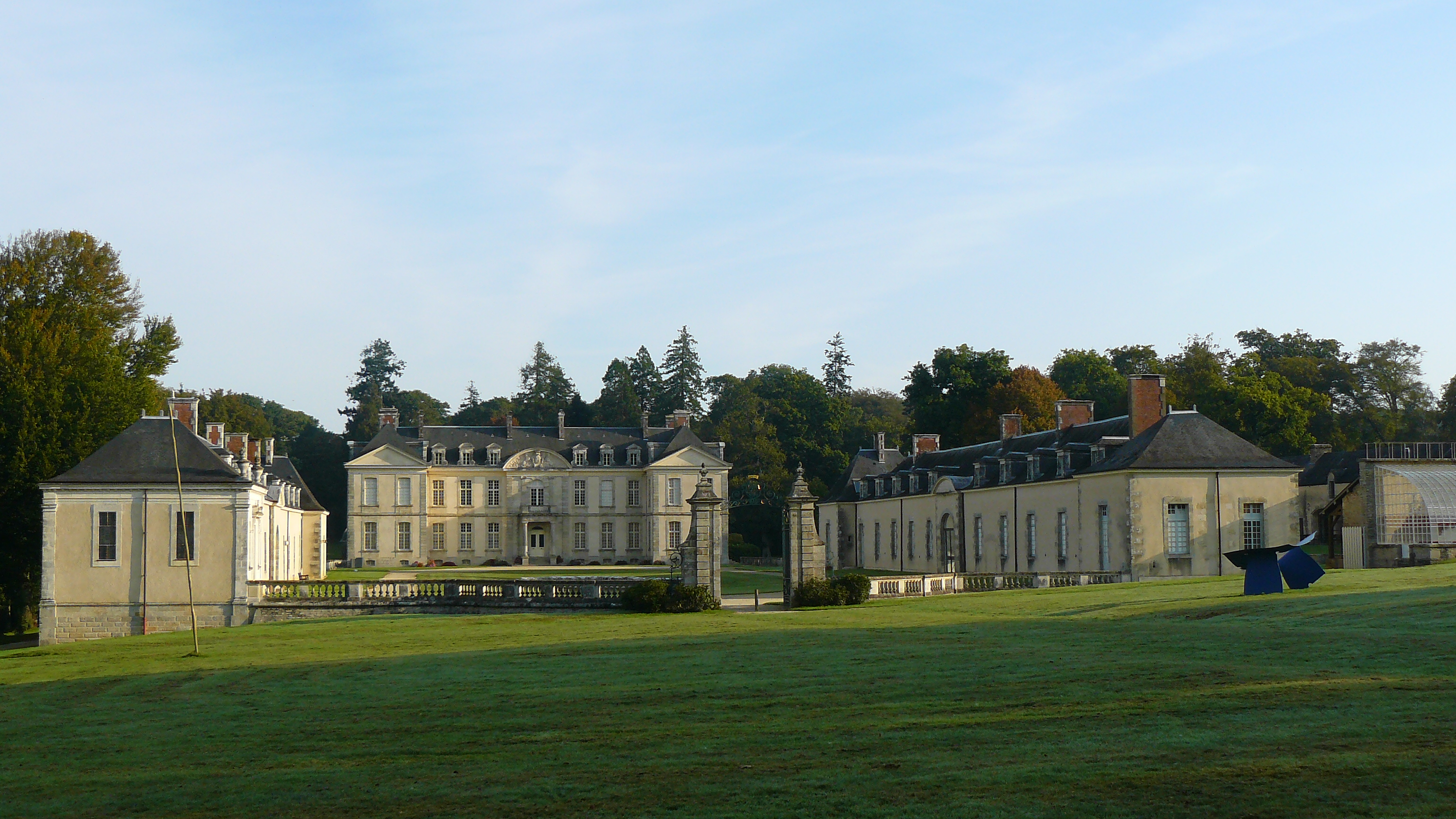
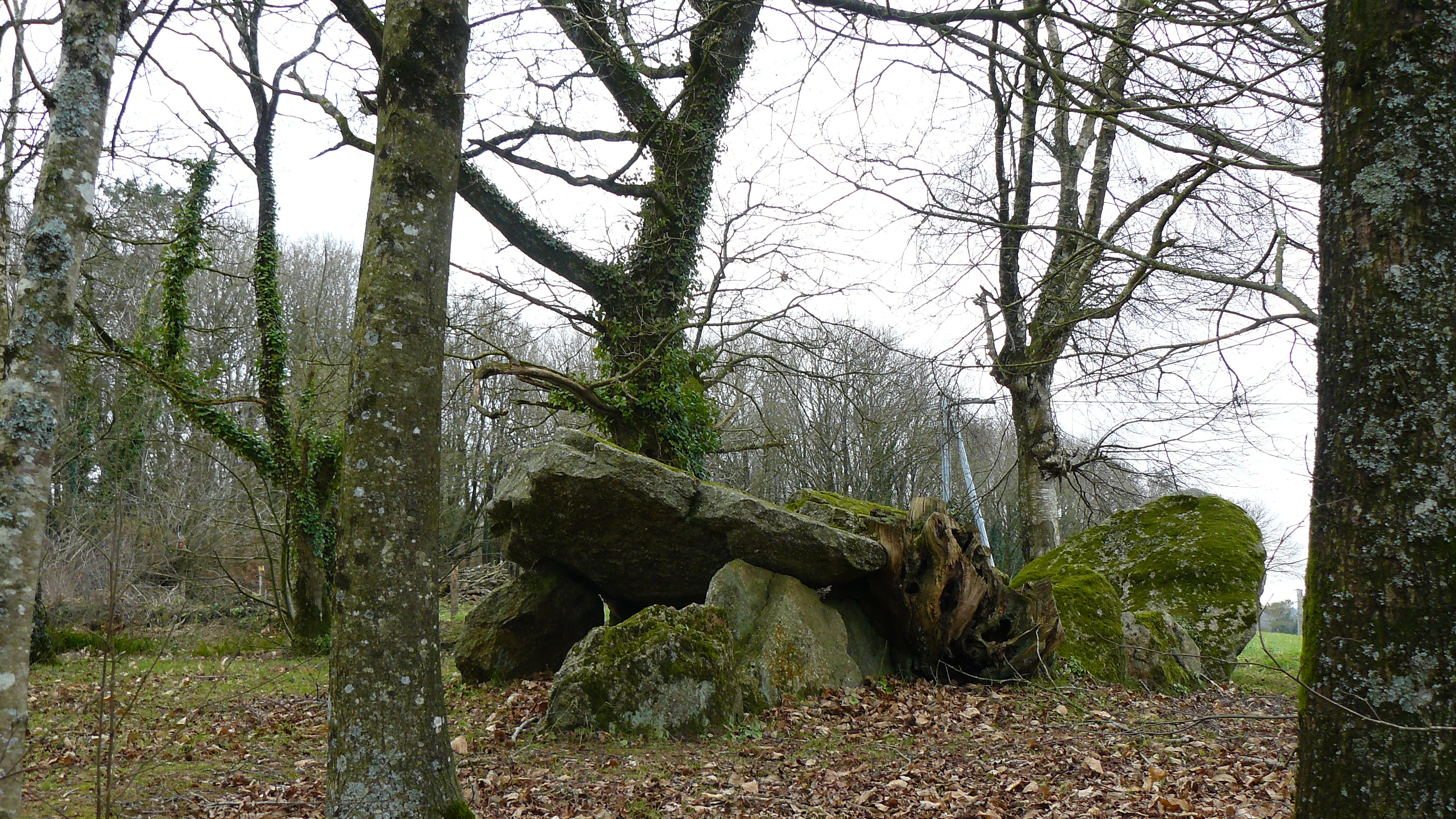
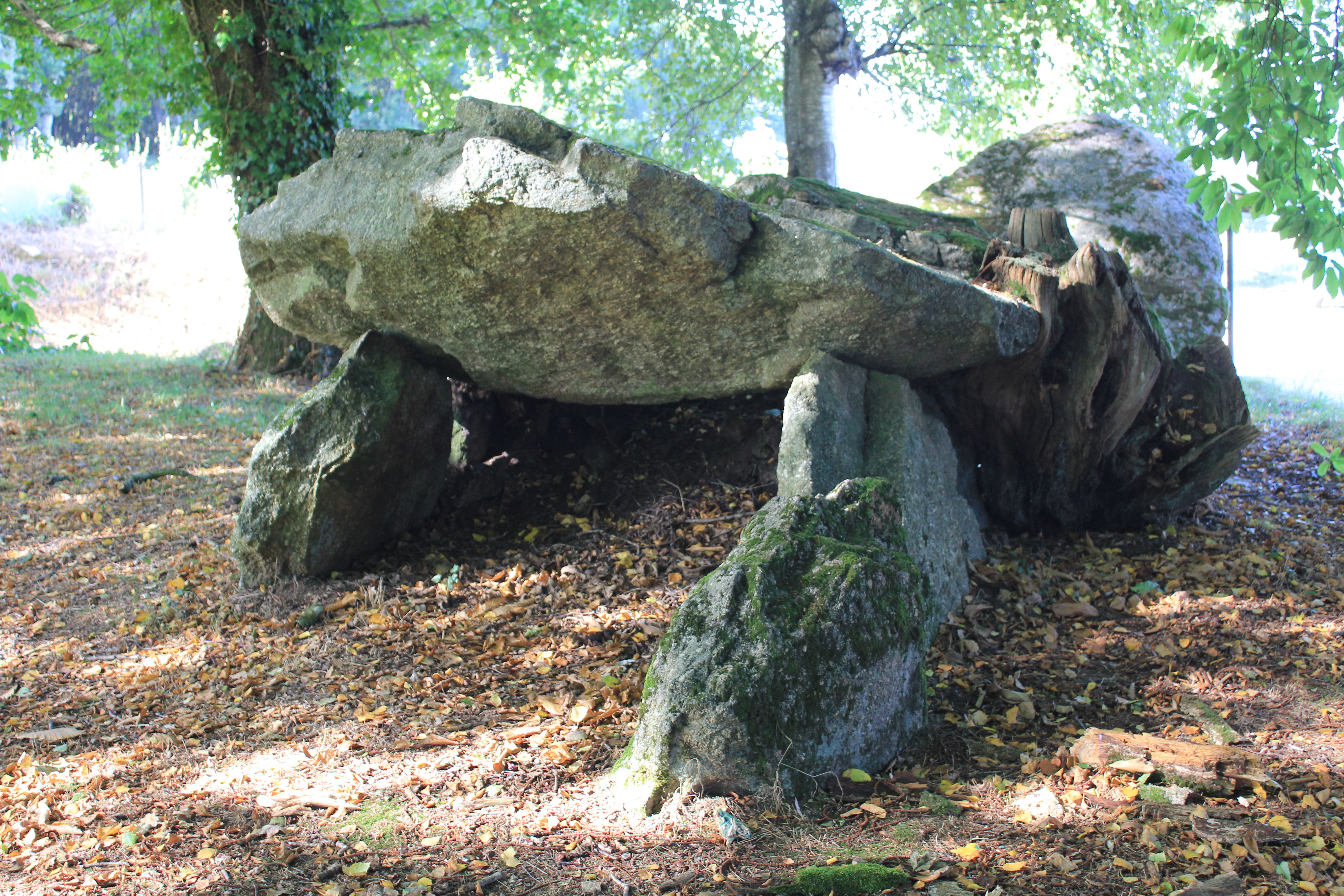